# Carl Magni
Carl Magni, i riksdagen kallad Magni i Hunna, född 19 maj 1827 i Skatelövs socken, Kronobergs län, död där 17 oktober 1883, var en svensk lantbrukare och riksdagspolitiker.
Carl Magni var verksam som lantbrukare på Hunna Södergård i Skatelöv. Han var också nämndeman, kommunalordförande i Skatelöv samt landstingsman för Kronobergs län. I riksdagen var han ledamot av andra kammaren 1871-1883, invald i Allbo härads valkrets. I riksdagen motionerade han om höjning av tullen på bland annat brännvin, majs och jäst.